# Situa-Tua
Situa-Tua is een bestuurslaag in het regentschap Toba Samosir van de provincie Noord-Sumatra, Indonesië. Situa-Tua telt 1039 inwoners (volkstelling 2010).